# Apocyrtus
Apocyrtus är ett släkte av skalbaggar. Apocyrtus ingår i familjen vivlar.

## Dottertaxa tillApocyrtus, i alfabetisk ordning[1]
- Apocyrtus acutipennis
- Apocyrtus adspersus
- Apocyrtus aenea
- Apocyrtus aeneus
- Apocyrtus bifasciatus
- Apocyrtus bispinosus
- Apocyrtus brevicollis
- Apocyrtus caeruleonotatus
- Apocyrtus castaneus
- Apocyrtus chapmani
- Apocyrtus chevrolati
- Apocyrtus chevrolatii
- Apocyrtus comes
- Apocyrtus concinnus
- Apocyrtus conicus
- Apocyrtus contractus
- Apocyrtus cuneiformis
- Apocyrtus derasus
- Apocyrtus efflorescens
- Apocyrtus elegans
- Apocyrtus erichsoni
- Apocyrtus erosus
- Apocyrtus femoralis
- Apocyrtus geniculatus
- Apocyrtus germari
- Apocyrtus gibbirostris
- Apocyrtus glaberrima
- Apocyrtus graniferus
- Apocyrtus hopei
- Apocyrtus immeritus
- Apocyrtus impius
- Apocyrtus impressa
- Apocyrtus inflatus
- Apocyrtus laevicollis
- Apocyrtus lenis
- Apocyrtus longipes
- Apocyrtus macgregori
- Apocyrtus marginenodosus
- Apocyrtus metallicus
- Apocyrtus miser
- Apocyrtus nanus
- Apocyrtus nigrans
- Apocyrtus nitidula
- Apocyrtus opulentus
- Apocyrtus picipennis
- Apocyrtus profanus
- Apocyrtus pulverulentus
- Apocyrtus quadricinctus
- Apocyrtus quadriplagiatus
- Apocyrtus quadrulifer
- Apocyrtus roelofsi
- Apocyrtus rufescens
- Apocyrtus ruficollis
- Apocyrtus rufipes
- Apocyrtus rugicollis
- Apocyrtus satella
- Apocyrtus schoenherrii
- Apocyrtus schonherri
- Apocyrtus sparsus
- Apocyrtus spinipes
- Apocyrtus subcuneiformis
- Apocyrtus subfasciatus
- Apocyrtus subquadrulifer
- Apocyrtus tumoridorsum
- Apocyrtus wallacei
- Apocyrtus viridis
- Apocyrtus viridulus